# القشرة الحركية الأولية
القشرة الحركية الأولية (باحة برودمان الرابعة) هي منطقة دماغية تقع عند البشر في الجزء الخلفي من الفص الجبهي. وهي المنطقة الأولية للجهاز الحركي وتعمل بالتعاون مع المناطق الحركية الأخرى بما في ذلك القشرة الأمام حركية، والباحة الحركية الإضافية، والقشرة الجدارية الخلفية، والعديد من مناطق الدماغ تحت القشرية، للتخطيط وتنفيذ الحركات. تُعرّف القشرة الحركية الأولية تشريحيًا على أنها منطقة القشرة التي تحتوي على خلايا عصبية كبيرة تُعرف باسم خلايا بيتز. ترسل خلايا بيتز، إلى جانب الخلايا العصبية القشرية الأخرى، محاور عصبية طويلة أسفل الحبل الشوكي إلى المشبك العصبي فوق الدائرة العصبية البينية للحبل الشوكي وكذلك مباشرةً إلى الخلايا العصبية الحركية ألفا للحبل الشوكي والتي بدورها تتصل بالعضلات.
في القشرة الحركية الأولية، يترتب التمثيل الحركي بشكل منظم (بطريقة معكوسة) من أخمص القدمين (في الجزء العلوي من نصف الكرة المخية) إلى الفم (في الأسفل) على طول طية في القشرة المخية تسمى الثلم المركزي. ومع ذلك، قد يتم التحكم في بعض أجزاء الجسم بواسطة مناطق متداخلة جزئيًا من القشرة. يحتوي كل نصف كرة مخية للقشرة الحركية الأولية فقط على تمثيل حركي للجانب الآخر (المقابل) من الجسم. لا يتناسب حجم القشرة الحركية الأولية المخصصة لجزء من الجسم مع الحجم النسبي لسطح الجسم، ولكن بدلاً من ذلك، تتناسب مع الكثافة النسبية للمستقبلات الحركية الجلدية على جزء الجسم المذكور. تشير كثافة المستقبلات الحركية الجلدية على جزء الجسم بشكل عام إلى الدرجة اللازمة من دقة الحركة المطلوبة في ذلك الجزء من الجسم. لهذا السبب، فإن للأيدي والوجه البشريين تمثيل أكبر بكثير من الساقين.
لاكتشاف القشرة الحركية الأولية وعلاقتها بالمناطق القشرية الحركية الأخرى، راجع المقال الرئيسي عن القشرة الحركية.

## البنية
توجد القشرة الحركية الأولية البشرية على الجدار الأمامي للثلم المركزي. وتمتد أيضًا خارج الثلم جزئيًا إلى التلفيف الأمامي. من الناحية الأمامية، يحد القشرة الحركية الأولية مجموعة من المناطق التي تقع على التلفيف الأمام مركزي والتي تُعتبر عمومًا مؤلفة من القشرة الأمام حركية الجانبية. ومن الخلف، تحد القشرة الحركية الأولية القشرة الحسية الجسدية الأولية، والتي تقع على الجدار الخلفي من الثلم المركزي. يحد القشرة الحركية الأولية من الناحية البطنية القشرة الجزيرية في الثلم الوحشي. تمتد القشرة الحركية الأولية ظهريًا إلى أعلى نصف الكرة المخية، ثم تستمر على الجدار الإنسي في نصف الكرة المخية.
موقع القشرة الحركية الأولية هو الأكثر وضوحًا في الفحص النسيجي نظرًا لوجود خلايا بيتز المميزة. تحتوي الطبقة الخامسة من القشرة الحركية الأولية على خلايا عصبية هرمية عملاقة (70-100 ميكرون) وهي خلايا بيتز. ترسل هذه الخلايا العصبية محاور عصبية طويلة إلى النوى الحركية المقابلة للأعصاب القحفية وإلى الخلايا العصبية الحركية السفلية في القرن البطني للنخاع الشوكي.  تشكل هذه المحاور جزءًا من السبيل القشري النخاعي. تمثل خلايا بيتز نسبة مئوية صغيرة فقط من السبيل القشري النخاعي. من خلال بعض المقاييس، فإنها تمثل حوالي 10 ٪ من عصبونات القشرة الحركية الأولية التي تسقط على النخاع الشوكي أو حوالي 2-3 ٪ من إجمالي الإسقاط القشري إلى النخاع الشوكي. على الرغم من أن خلايا بيتز لا تشكل الناتج الحركي بالكامل للقشرة الدماغية، لكنها توفر أثرًا واضحًا للقشرة الحركية الأولية. هذه المنطقة من القشرة، التي تتميز بوجود خلايا بيتز، كانت تسمى الباحة الرابعة من قبل برودمان.

### السبيل
عندما تمتد المحاور العصبية الحركية إلى الأسفل عبر المادة البيضاء الدماغية، فإنها تتحرك معًا وتشكل جزءًا من الطرف الخلفي للمحفظة الغائرة.
تمتد إلى أسفل جذع الدماغ، حيث يوزَّع بعضها، بعد عبورها إلى الجانب المقابل، على نوى العصب القحفي. (ملاحظة: تتشابك بعض الألياف الحركية مع الخلايا العصبية الحركية السفلية في نفس الجانب من جذع الدماغ).
بعد العبور إلى الجانب المقابل في النخاع المستطيل (التصالب الهرمي)، تمتد المحاور العصبية أسفل الحبل الشوكي كالمسالك القشرية الجانبية.
تنتقل الألياف التي لا تتقاطع في جذع الدماغ إلى أسفل السبيل القشري البطني المنفصل، ويعبر معظمها إلى الجانب المقابل في الحبل الشوكي، قبل وقت قصير من الوصول إلى الخلايا العصبية الحركية السفلى.

### العصبونات القشرية الحركية
العصبونات القشرية الحركية هي عصبونات في القشرة الأولية تتجه مباشرةً إلى الخلايا العصبية الحركية في القرن البطني للنخاع الشوكي. تنتهي محاور العصبونات القشرية على الخلايا العصبية الحركية في العمود الفقري للعضلات المتعددة وكذلك على العصبونات الشوكية الداخلية. وهي فريدة من نوعها بالنسبة للقرود، اقتُرح أن وظيفتها تتمثل في التحكم التكيفي للأطراف البعيدة (مثل الأيدي) بما في ذلك التحكم المستقل نسبيًا للأصابع الفردية. عُثر على العصبونات الحركية القشرية حتى الآن فقط في القشرة الحركية الأولية وليس في الباحات الحركية الثانوية.

### إمدادات الدم
توفر فروع الشريان الدماغي الأوسط معظم إمدادات الدم الشرياني للقشرة الحركية الأولية.
يُغذّى الجانب الإنسي (باحات الساق) بواسطة فروع الشريان الدماغي الأمامي.

## الوظيفة

### أنيسان القشرة
هناك تمثيل جسدي واسع لأجزاء الجسم المختلفة في القشرة الحركية الأولية في تنظيم يسمى أنيسان القشرة الحركية (لاتينياً: إنسان صغير). تقع منطقة الساق بالقرب من خط الوسط، في الأجزاء الداخلية من الباحة الحركية القابلة للطي في الشق الطولي الإنسي. يترتب الجانب الوحشي المحدب من القشرة الحركية الأولية من أعلى إلى أسفل في المناطق التي تتوافق مع الأرداف والجذع والكتف والكوع والمعصم والأصابع والإبهام والجفون والشفتين والفك. تعد الباحة المحركة للذراع واليد الباحة الأكبر، وتحتل جزءًا من التلفيف الأمامي بين منطقة الساق والوجه.
لا يتناسب حجم هذه الباحات في الجسم مع الشفتين وأجزاء الوجه واليدين التي تمثلها مساحات كبيرة بشكل خاص. بعد البتر أو الشلل، يمكن أن تتبدل الباحات الحركية لتبني أجزاء جديدة من الجسم.

### المدخلات العصبية من المهاد
تستقبل القشرة الحركية الأولية المدخلات المهادية من نوى مهادية مختلفة. من بين مناطق أخرى:
- النواة الجانبية البطنية للأوردة المخيخية
- النواة الأمامية البطنية لأوردة العقد القاعدية.

### الخرائط البديلة
أُبلغ عن تعديلين على الأقل على الترتيب الكلاسيكي لأجزاء الجسم في القشرة الحركية الأولية للرئيسيات.
أولاً، يمكن تمثيل الذراع بطريقة أساسية ومحيطية. في قشرة القرد، يتم تمثيل أصابع اليد في منطقة أساسية عند الحافة الخلفية للقشرة الحركية الأولية. هذه المنطقة الأساسية محاطة من ثلاثة جوانب (الأمامي والخلفي والبطني) بتمثيل للأجزاء القريبة من الذراع بما في ذلك الكوع والكتف. عند البشر، يحاط تمثيل الأصابع ظهريًا، وأماميًا، وبطنيًا، بتمثيل يبدأ من الرسغ.
التعديل الثاني للترتيب الجسدي الكلاسيكي لأجزاء الجسم هو التمثيل المزدوج للأصابع والمعصم المدروس بشكل أساسي في القشرة الحركية البشرية. يوجد تمثيل واحد في منطقة خلفية تسمى المنطقة 4 بّي، والآخر يقع في منطقة خارجية تسمى المنطقة 4 إيه.  يمكن تنشيط المنطقة الخلفية عن طريق الانتباه دون أي ردود فعل حسية، وقد اعتُقد أن تكون مهمة لبدء الحركات، في حين أن المنطقة الأمامية تعتمد على ردود الفعل الحسية. يمكن أيضًا تنشيطها بواسطة حركات الأصابع الوهمية والاستماع إلى الكلام مع عدم القيام بأي حركات فعلية. واعتُقد أن تكون منطقة التمثيل الأمامية هذه مهمة في تنفيذ الحركات التي تشمل التفاعلات الحسية الحركية المعقدة. من الممكن أن تتوافق المنطقة 4 إيه في البشر مع بعض أجزاء القشرة الأمام حركية كما هو موصوف في قشرة القرد.
في عام 2009، ذُكر أن هناك منطقتين تطوريتين متميزتين، الأقدم على السطح الخارجي، ومنطقة جديدة موجودة في الصدع. تربط الأولى العصبونات الحركية الشوكية من خلال الخلايا العصبية في الحبل الشوكي. الأحدث، الموجودة فقط لدى القرود، ترتبط مباشرة بالعصبونات الحركية الشوكية. تتشكل الروابط المباشرة بعد الولادة، وهي المسيطرة على الروابط غير المباشرة، وأكثر مرونة في الدوائر التي يمكن تطويرها والتي تتيح التعلم بعد الولادة للمهارات الحركية الدقيقة المعقدة. (من المحتمل أن يكون ظهور المنطقة إم 1 الجديدة أثناء تطور سلالة الرئيسيات مهمًا للبراعة اليدوية المعززة لليد البشرية).